# 颱風貝絲 (1974年)
颱風貝絲 (Typhoon Bess) 為1974年太平洋颱風季的熱帶氣旋之一。

## 气象历史
在貝絲的風力下更造成了一架美國空軍氣象偵察機失踪。 貝絲於10月8日從菲律賓東部的一個組織不良的系統中發展出來，設有兩個流通中心。最初，對南部低地進行了監測。但是，北部的低點很快成為主要中心。總體上沿西北偏西移動，風暴逐漸加劇，然後於10月11日襲擊呂宋島北部，成為最小颱風。由於與土地的相互作用，暫時減弱。第二天早晨，貝斯回到水面上後，恢復了颱風強度。但是，這是短暫的，因為旋風周圍的條件很快導致其減弱。現在正在向西移動，減弱的風暴最終於10月12日襲擊海南島，成為熱帶風暴，然後逐漸減弱為熱帶低壓。大蕭條短暫地移到水面上，然後於10月14日在越南北部消散。

## 影響

### 菲律賓
貝絲在整個菲律賓，特別是呂宋島產生了大雨，那裡的碧瑤降雨量為782.3毫米（30.80英寸）。這些降雨引發了大面積的洪水和山體滑坡，造成26人死亡，3人失踪。許多房屋被毀，損失達920萬美元（1974年美元）。 10月12日，一架載有6名機組人員、型號為WC-130H的美軍氣像偵察機失踪了，事發前該機正在調查風暴的外圍。據推測，當飛機墜入呂宋島海岸時，全體機組人員喪生。

### 英屬香港
當地懸掛最高熱帶氣旋警告： 三號強風信號
儘管中心仍在海上，但狂風和高潮也影響了香港，造成了小水災。